# Froideville (Ballens)
Pour les articles homonymes, voir Froideville.
Froideville est un village de la commune de Ballens, dans le canton de Vaud.
Il est desservi par un arrêt du chemin de fer Bière-Apples-Morges.

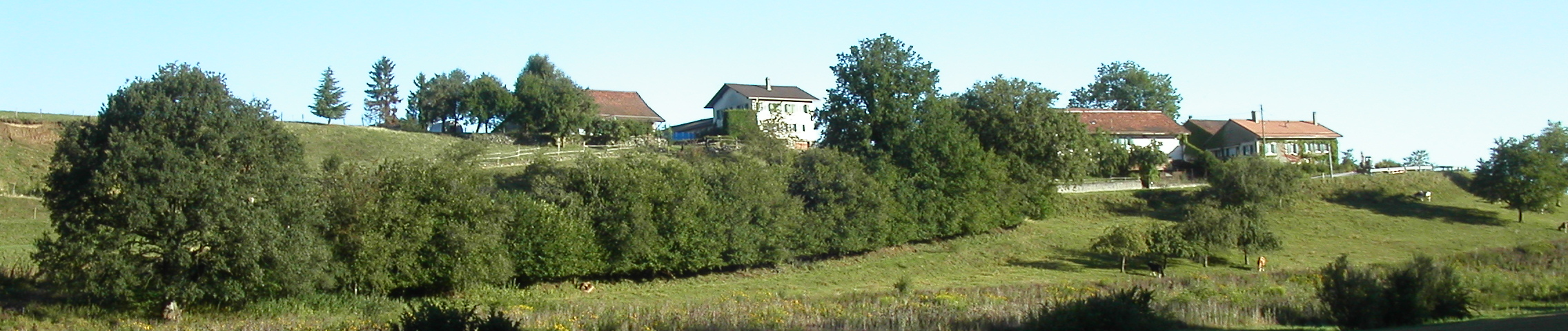
Froideville